# قانون آلن

دو منشور با زوایای قائم که هر دو از ۸ مکعب یکسان تشکیل شده‌اند. حجم هر دو منشور به اندازهٔ ۸ مکعب کوچک است اما منشوری که قد کوتاه‌تری دارد، سطح بیرونی ۲۴ و آنکه قد بلندتری دارد سطح بیرونی ۲۸ دارد از این رو نسبت حجم به سطح در این دو منشور متفاوت است.

قانون آلن (به انگلیسی: Allen's rule)، یک قانون زیستی است که در سال ۱۸۷۷ از سوی ژوئل آلن، فرمول بندی شده‌است. به صورت کلی این قانون می‌گوید که جانورانی که برای آب و هوای سرد بهینه شده‌اند نسبت به جانورانی که برای هوای گرم بهینه شده‌اند، دست و پا و به‌طور کلی برآمدگی‌های کوتاه تری در بدن خود دارند. به‌طور خاص این قانون می‌گوید که نسبت حجم بدن به سطح بیرونی بدن برای جانور خون‌گرم بر اساس متوسط دمای زیست‌بوم جانور به صورت وارون تغییر می‌کند (برای نمونه: نسبت حجم به سطح بیرونی بدن برای جانورانی که در آب و هوای سرد زندگی می‌کنند بالا است و برای آنهایی که در هوای گرم زندگی می‌کنند پایین است)

## در انسان

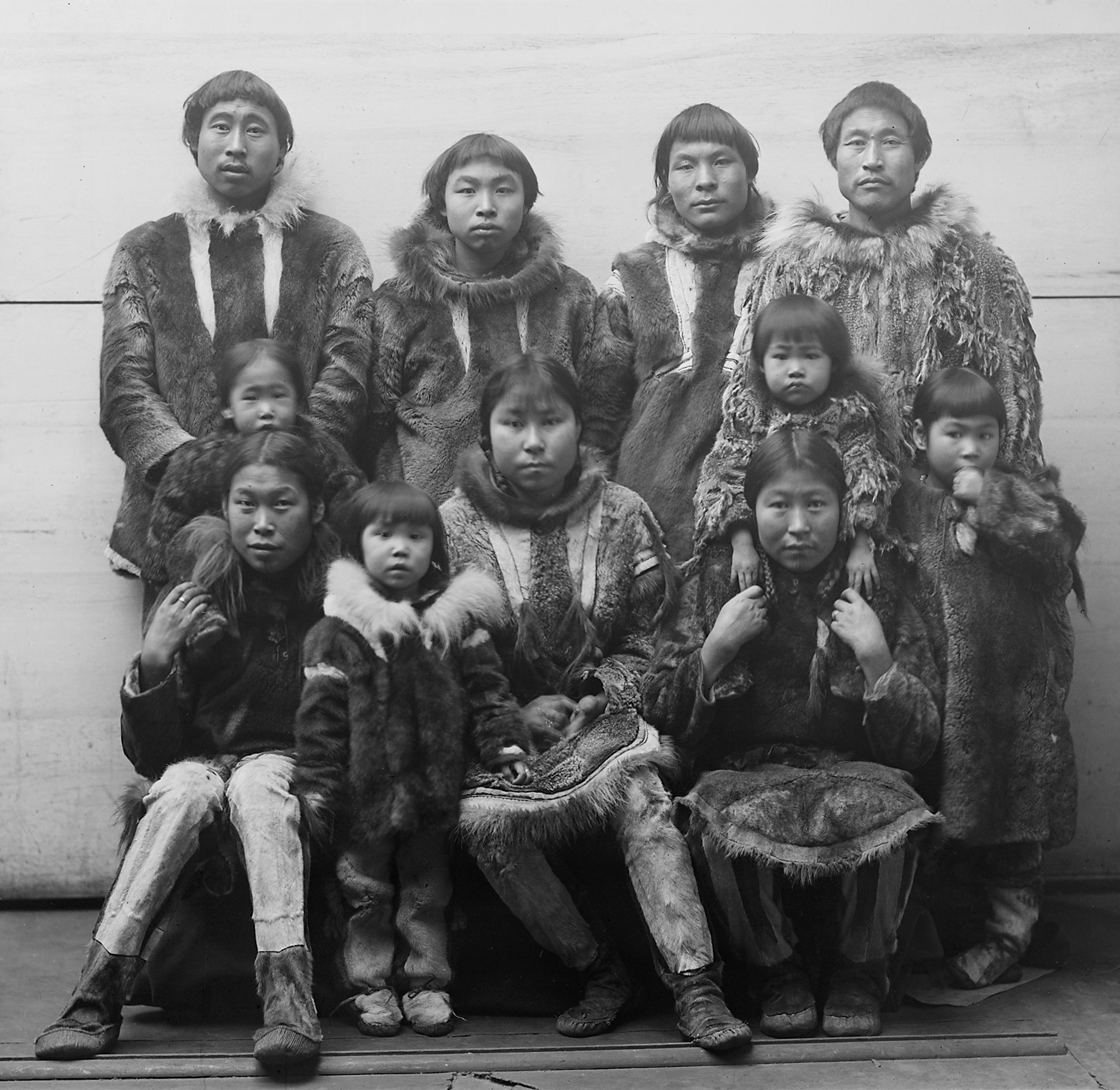
گروه اسکیمو - نارا

تفاوت در طول اندام‌های انسان برای افرادی که در ارتفاعات متفاوت زندگی می‌کنند هم دیده می‌شود. برای نمونه در کشور پرو به روشنی دیده شده که به‌طور متوسط افرادی که در ارتفاعات بالاتر زندگی می‌کنند (دمای کمتری را تجربه می‌کنند) اندام‌های کوتاه‌تری دارند اما آنهایی که در مناطق ساحلی زندگی می‌کنند معمولاً اندام‌های بلندتر و تنه‌های درشت‌تری دارند.

## دلیل
یکی از عواملی که در قانون آلن تأثیر دارد رشد غضروف‌ها است، ظاهراً رشد غضروف‌ها به‌طور مستقیم از دمای هوا تأثیر می‌پذیرد. احتمالاً این مطلب می‌تواند یکی از دلایل پدیداری این قانون باشد. زیست شناسان در آزمایشگاه چند موش را در دماهای ۲، ۲۶ و ۴۸ درجهٔ سلسیوس پرورش دادند سپس میزان رشد دم و گوش‌های آن‌ها را اندازه گرفتند و دیدند به وضوح موشی که در دمای کمتر رشد کرده دم و گوش کوتاه‌تری نسبت به موشی که در هوای گرم رشد کرده دارد اما وزن همهٔ آنها تقریباً یکسان است. همچنین موشی که در دمای پایین‌تر رشد کرده، جریان خون کمتری نسبت به دیگر موش‌ها دارد. از دید میزان رشد غضروف هم موشی که در دمای پایین بود، رشد غضروف بسیار کمتری نسبت به موشی که در هوای گرم رشد کرده بود داشته‌است.